# Flavio Gisler

Flavio Gisler (2013)

Flavio Gisler (* 1. Januar 1989; heimatberechtigt in Schattdorf) ist ein Schweizer Politiker (CVP) und Rechtsanwalt.

## Leben
Gisler wuchs in Schattdorf auf und besuchte die Kantonale Mittelschule, die er 2007 mit der Matura abschloss. Anschliessend studierte er von 2007 bis 2012 Rechtswissenschaft an der Universität Bern und absolvierte von 2012 bis 2013 sein Rechtspraktikum. 2014 erhielt er das Anwaltspatent des Kantons Uri und wurde in der Anwaltskanzlei Brücker Bilger tätig. 2015 eröffnete Gisler seine eigene Anwaltskanzlei. Seit 2018 ist er zudem im Besitz des Notariatspatents des Kantons Uri.
Gisler gehört seit 2012 für die CVP dem Landrat des Kantons Uri an. Dort ist er Mitglied der Justizkommission. Er ist Präsident der CVP Schattdorf sowie Vorstandsmitglied der CVP Uri. Seit 2017 ist der zudem Präsident der CVP Uri.
Des Weiteren ist Gisler Mitglied der Musikgruppe Echo vom Poschtsack.